# Santa Rosa do Piauí
Santa Rosa do Piauí là một đô thị thuộc bang Piauí, Brasil. Đô thị này có diện tích 356,237 km², dân số năm 2007 là 5146 người, mật độ 14,45 người/km².